# Commandeurspolder
De Commandeurspolder is de naam van een polder en voormalig waterschap in de gemeente Midden-Delfland in de Nederlandse provincie Zuid-Holland. Het waterschap was verantwoordelijk voor de vervening, drooglegging en later de waterhuishouding in de polder.  De polder wordt in het westen begrensd door de Zuidgaag, in het noorden door de Gaag, in het oosten door de Middelwatering en in het zuiden door de Noordvliet.
In het zuidwestelijk deel van de polder ligt een deel van de dorpskern van Maasland, dat tot 2004 een zelfstandige gemeente was. Na de veenkadebreuk bij Wilnis in 2003 moest het hoogheemraadschap met noodmaatregelen de veenkades rond de polder aanpassen omdat deze ook hier onvoldoende op hun taak berekend bleken te zijn. Bij overmatige regenval of langdurige droogte zouden ze kunnen bezwijken. De definitieve verbetering van de polderkades was in 2014 afgerond.

## Naam
De naam van de polder herinnert aan de woonplaats van de Commandeur van Maasland die het gebied als commanderij bestuurde namens de Balije van Utrecht van de Duitsche Orde. Hij liet in de 13e eeuw in de polder een stenen huis bouwen; de Commanderij. De (ere)functie bestaat nog steeds, maar het huis niet meer. Grote delen van de polder zijn nog steeds in handen van de Orde.
Een andere benaming die sinds de vijftiende eeuw gebruikt wordt voor de polder is de Poelpolder. De naam komt van de Poelwatering en/of Poelwoning. De Poelwoning is de benaming van een boerderij in de polder.

## Ontstaan polder
Oorspronkelijk vormde de Commandeurspolder met de aangrenzende Dijkpolder en de Duifpolder een waterstaatkundige eenheid. Het gebied werd in de laat tiende of elfde eeuw ontgonnen door, vanaf de Maasdijk lange sloten tot aan de Vlaardingervaart te graven. Hierdoor werd het gebied geschikt voor landbouw. De huidige Commandeurspolder en Duifpolder was een veengebied en voordat daar sloten gegraven konden worden, moesten eerst de moerasbossen worden gekapt.
Overstromingen in de tweede kwart van de twaalfde eeuw verwoestten de eerste Maaslandse nederzetting die toen nog dicht bij de Maasdijk lag. Na de overstromingen werd de nederzetting verplaatst naar de kern van het huidige dorp. Het land overstroomde tot aan het veenkussen dat ter hoogte van de Zuidgaag begon. Het water zette klei af op de voet van het veenkussen en door het gewicht ontstond de Zuidgaag, die het gebied doorsneed. Vanaf de tweede helft van de twaalfde eeuw werd de Zuidgaag gebruikt voor de afwatering richting de Maas. In de dertiende eeuw was het, door bodemdaling, mogelijk geworden om de Middelwatering te graven. Dit verbeterde de afwatering richting de Maas. De Noordvliet werd circa 1330 gegraven zodat het water nog sneller afgevoerd kon worden. Hiermee was ook de begrenzing van de polder voltooid.

## Doelpad
Door de polder loopt het Doelpad, een oud kerkpad voor voetgangers van de Kwakelweg over de Middelwatering naar de Oude Kerk in Maasland.

## Galerij

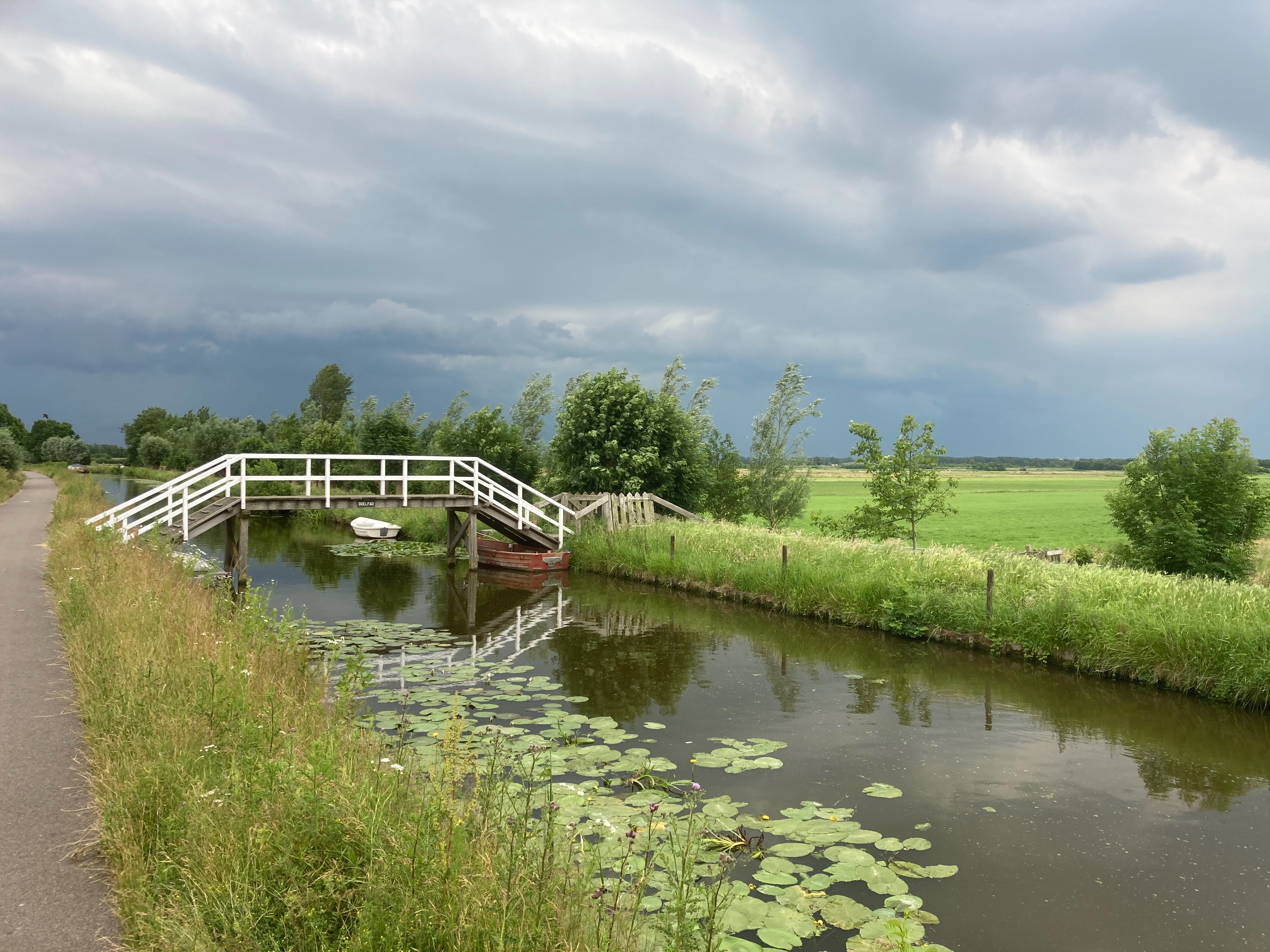
De Middelwatering en de Commandeurspolder. De brug is onderdeel van het Doelpad, een kerkpad, dwars door de Commandeurspolder.
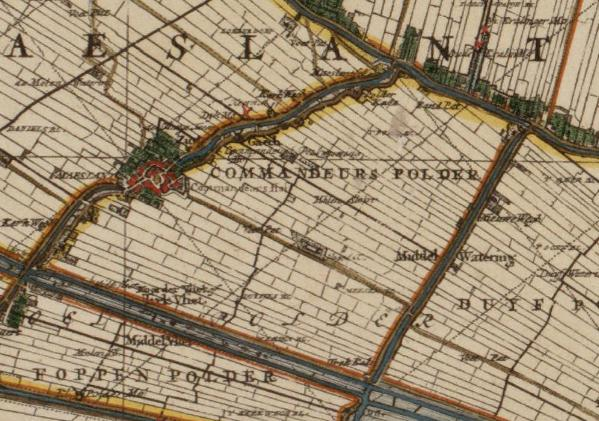
Kaart uit 1712 met daarop de polder
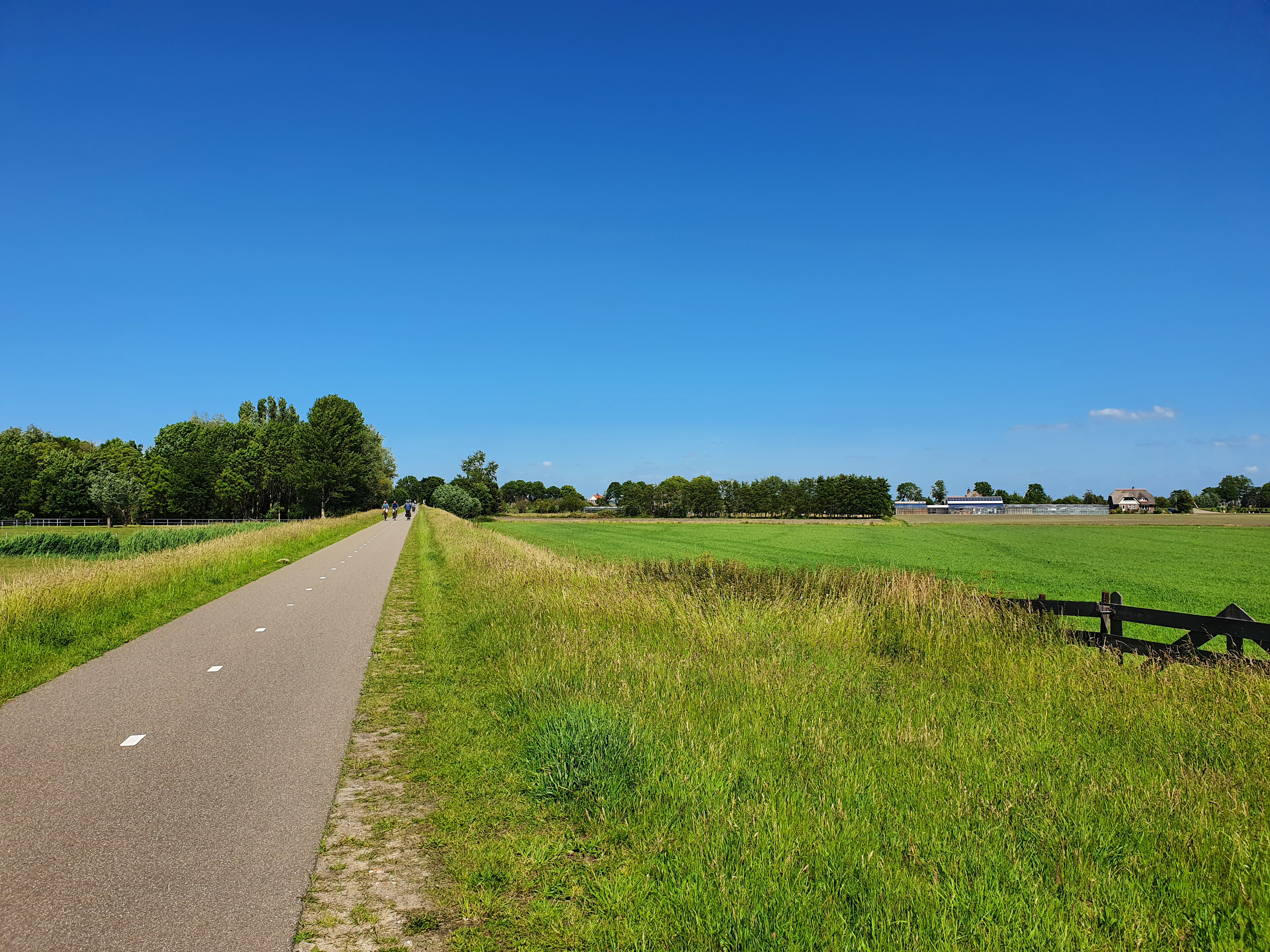
De polder en het fietspad op het voormalige tracé van de Westlandsche Stoomtramweg Maatschappij.
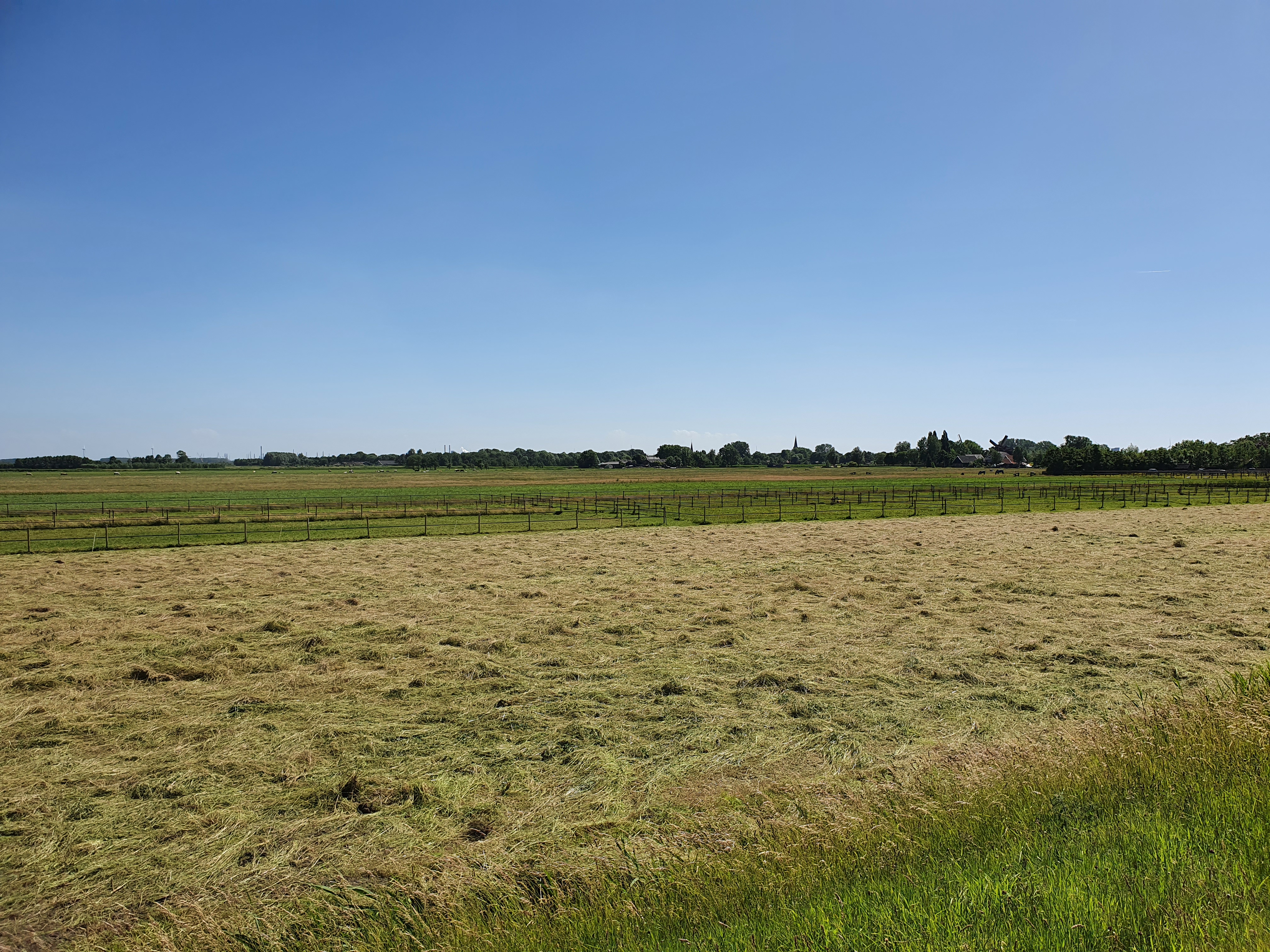
De polder richting het dorp Maasland.

## Voetnoten
1. ↑  Website Midden Delfland, overdacht commandeurschap in 2016. Gearchiveerd op 25 juni 2021.
2. ↑  Historie en landschap van de Dijkpolder, Commandeurspolder en de Duifpolder, door de Stichting Midden-Delfland is Mensenwerk, n.a.v. veldverkenningen en historisch onderzoek door Epko Bult, Henk Groenendaal, Jacques Moerman, Pia van Oord en Frits van Ooststroom, november 2011 (april 2012), blz. 5-6. Gearchiveerd op 25 februari 2023.
3. 1 2  Historie en landschap van de Dijkpolder, Commandeurspolder en de Duifpolder, door de Stichting Midden-Delfland is Mensenwerk, n.a.v. veldverkenningen en historisch onderzoek door Epko Bult, Henk Groenendaal, Jacques Moerman, Pia van Oord en Frits van Ooststroom, november 2011 (april 2012), blz. 17, 21-22. Gearchiveerd op 25 februari 2023.